# Ямка (Карелия)
Я́мка — деревня в Медвежьегорском районе Республики Карелия, входит в состав Великогубского сельского поселения. Комплексный памятник истории.

## География
Деревня находится на восточном берегу центральной части острова Кижи в северной части Онежского озера.

## История
Впервые упомянута в 1563 году в Писцовых книгах Обонежской пятины Новгородских земель в составе владений новгородского боярина Никиты Афанасьева. Ранее деревня носила названия Ольхино и Ольхинская.

## Население
| 2002 | 2010 | 2013 |
| ---- | ---- | ---- |
| 11   | ↘10  | ↘8   |

## Достопримечательности
На территории деревни сформирована экспозиция исторических построек музея-заповедника «Кижи», перевезённых из разных деревень Заонежья.

## Галерея

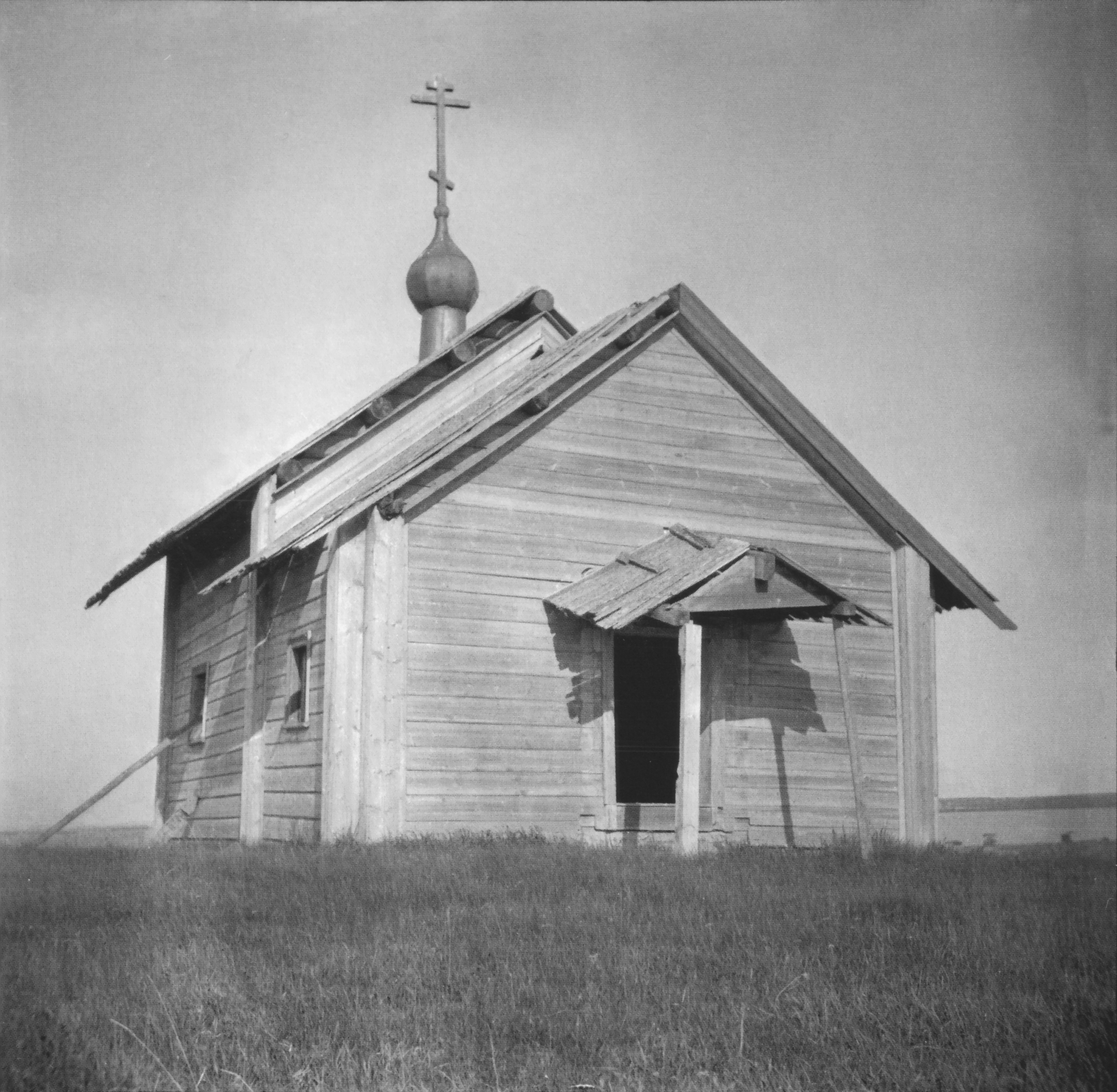
Утраченная часовня Святого Дмитрия Солунского в 1943 году
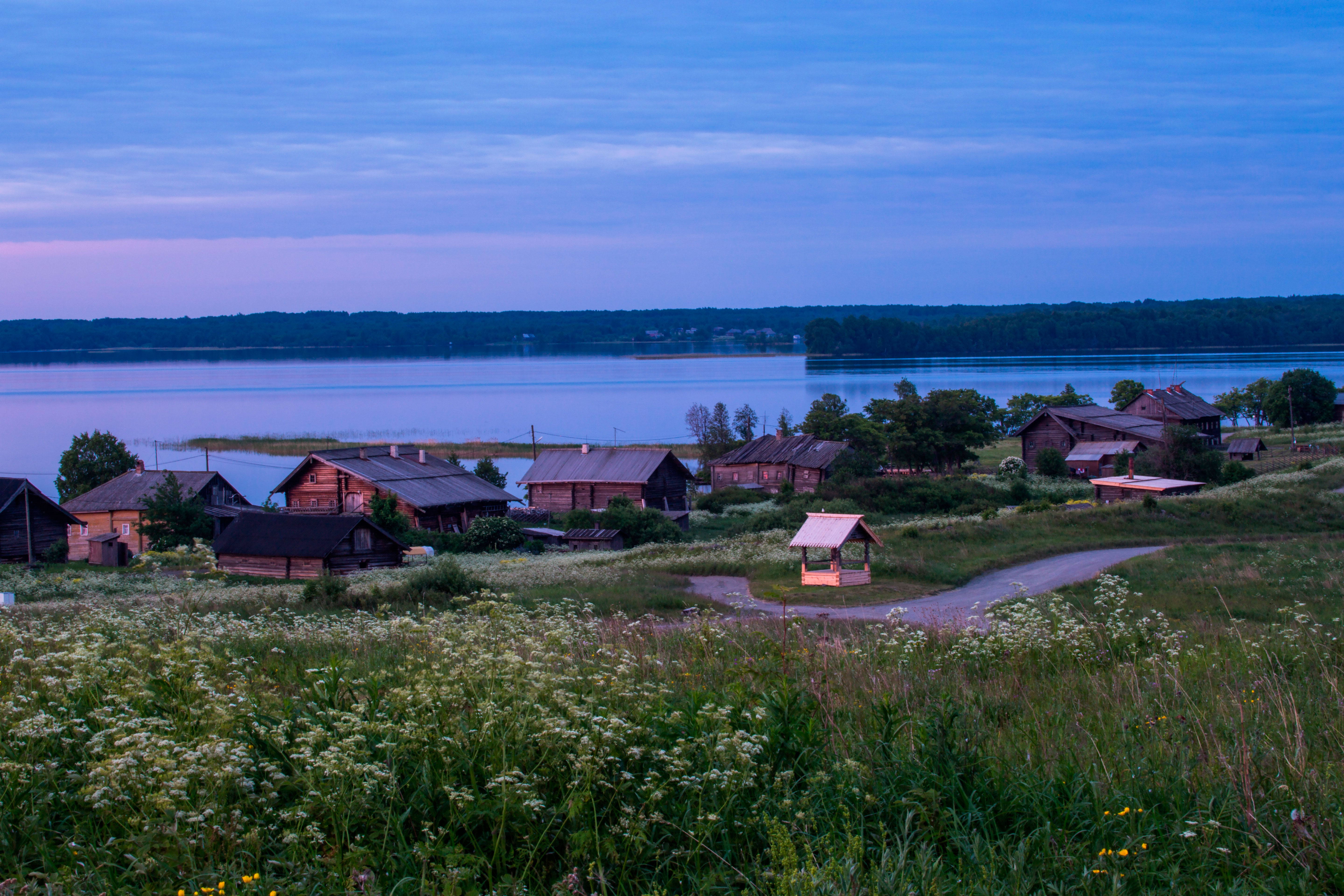
Вид с Нарьиной горы
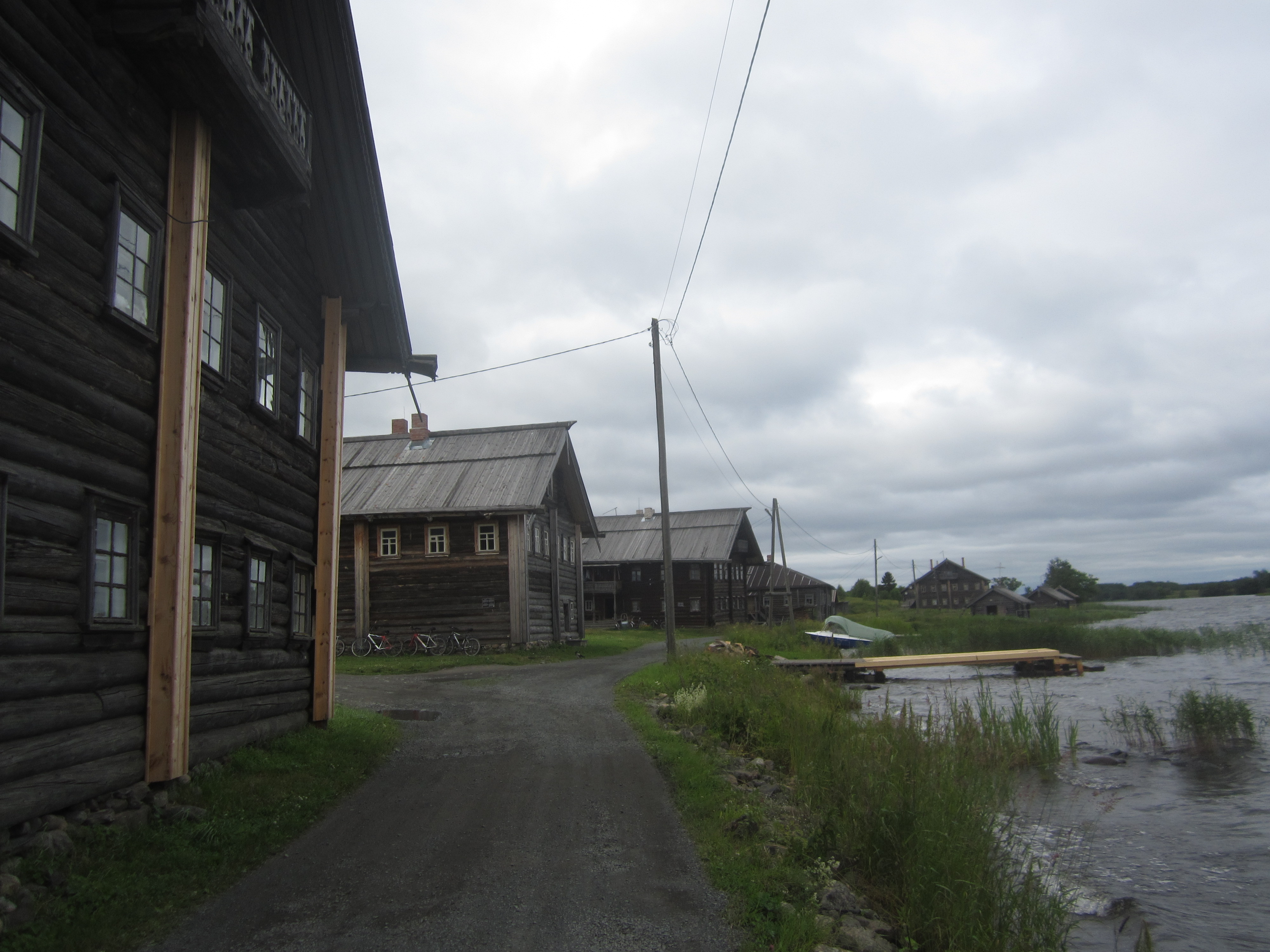
Дома
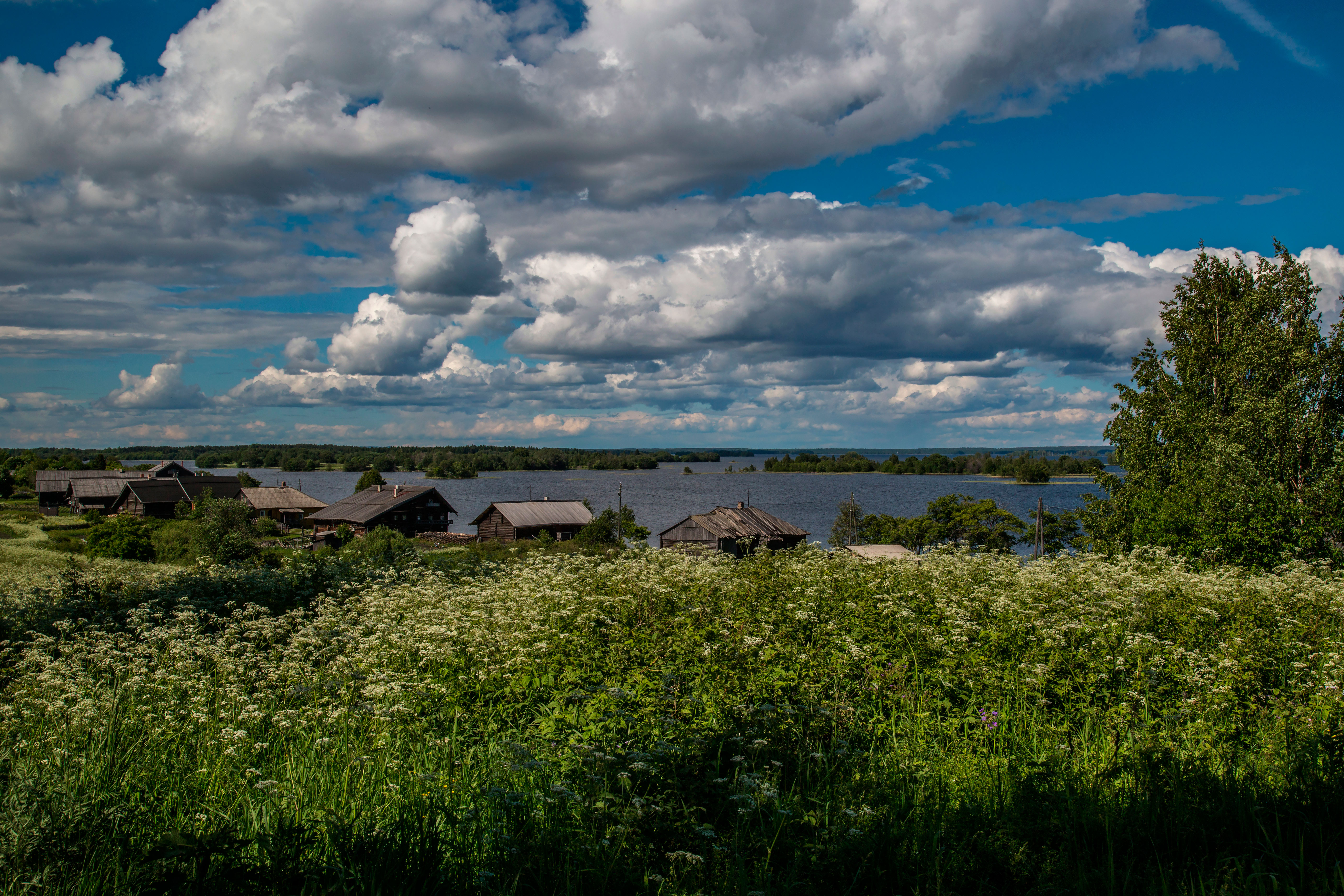
Вид на Онежское озеро
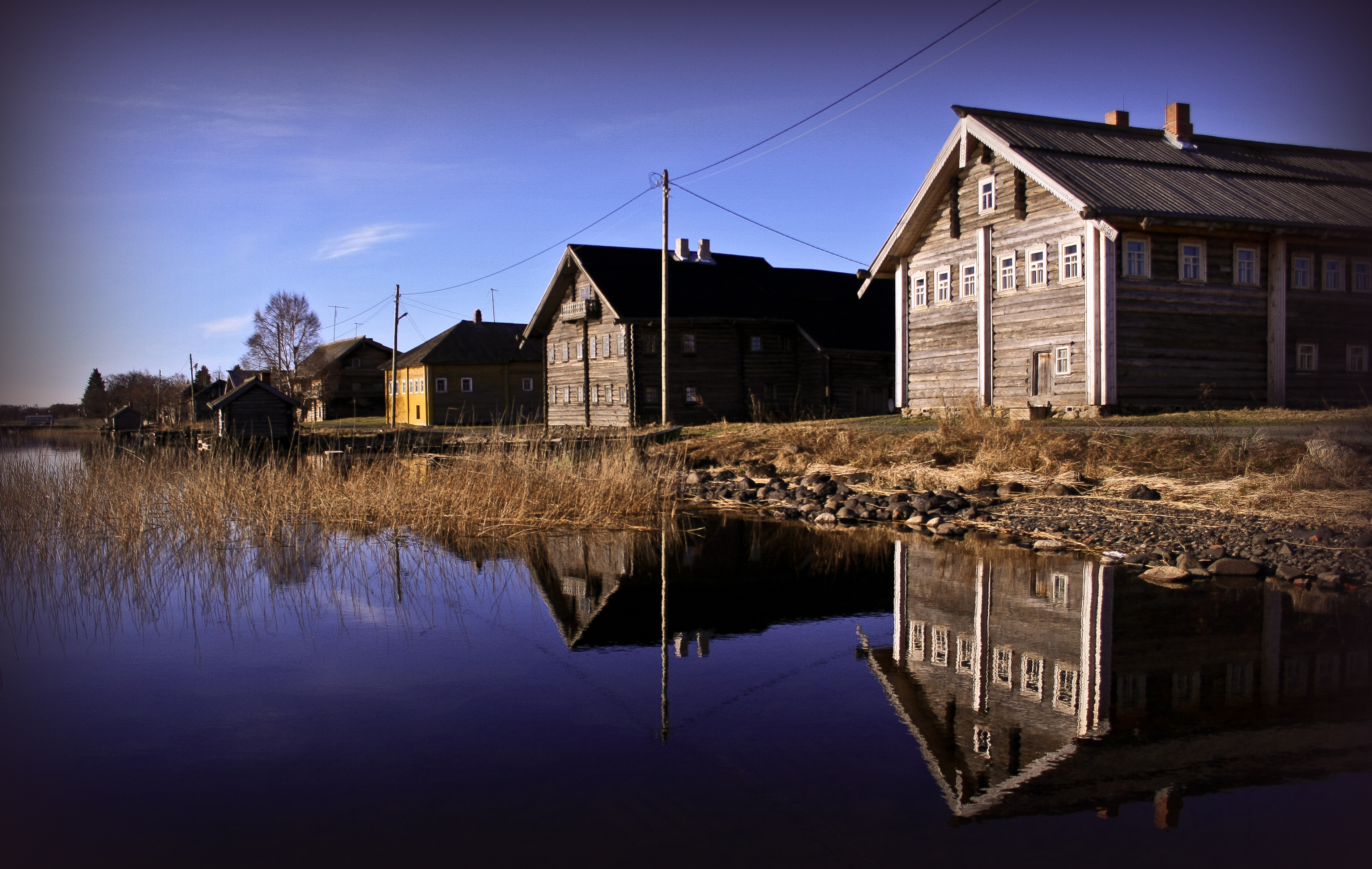
Вид с причала